# Skála (hrad)
Skála je zřícenina hradu v katastrálním území Zálesí u Příchovic (část obce Příchovice) v západních Čechách nedaleko Přeštic v Plzeňském kraji. Hrad byl sídlem rodu Švihovských z Rýzmberka. Na přelomu čtrnáctého a patnáctého století byl několikrát obléhán a při jeho obléhání v roce 1399 bylo poprvé zmíněno použití palné zbraně v Čechách. Po husitských válkách význam hradu jako panského sídla upadl. Po nějakou dobu byl ještě udržován, ale v první polovině šestnáctého století byl definitivně opuštěn a změnil se ve zříceninu. Jeho pozůstatky jsou od roku 1963 chráněné jako kulturní památka.

## Historie
První písemná zmínka o hradu pochází z roku 1318, kdy se nacházel v držení Viléma z Rýzmberka z rodu Drslaviců erbu polotrojříčí, který byl zakladatelem rodu Švihovských z Rýzmberka. Není jasné, zda Vilém hrad založil. Objekt je v českém prostředí neobvyklou ukázkou tzv. dvojhradu (ganerbenburgu), tedy hradu se dvěma na sobě nezávislými jádry. Vilém však patřil k vysoce postaveným šlechticům a disponoval značným majetkem, takže je nepravděpodobné, že by se ke stavbě hradu spojil s někým jiným. Shodný charakter zdiva zase vylučuje možnost, že by obě části vznikly během různých stavebních fázích. Je tedy možné, že Vilém z Rýzmberka již stojící hrad koupil od případných předchozích majitelů. Pravděpodobnější je však hypotéza, že nejde o dvojhrad a rozdělení na dvě části si vynutil stísněný prostor tzv. horního hradu.
Vilém z Rýzmberka měl syny Viléma II., Břeňka († 1407) a Půtu († 1399), kteří používali přídomek ze Skály. Břeněk zdědil hrad Švihov, Vilém Skálu a Půta časem získal Rabí. Poslední zmínka o Vilémovi II. ze Skály pochází z roku 1379. Vilémovi potomci zemřeli nejspíše ještě během jeho života, a Skálu tak zdědili bratři Břeněk a Půta zvaný starší.

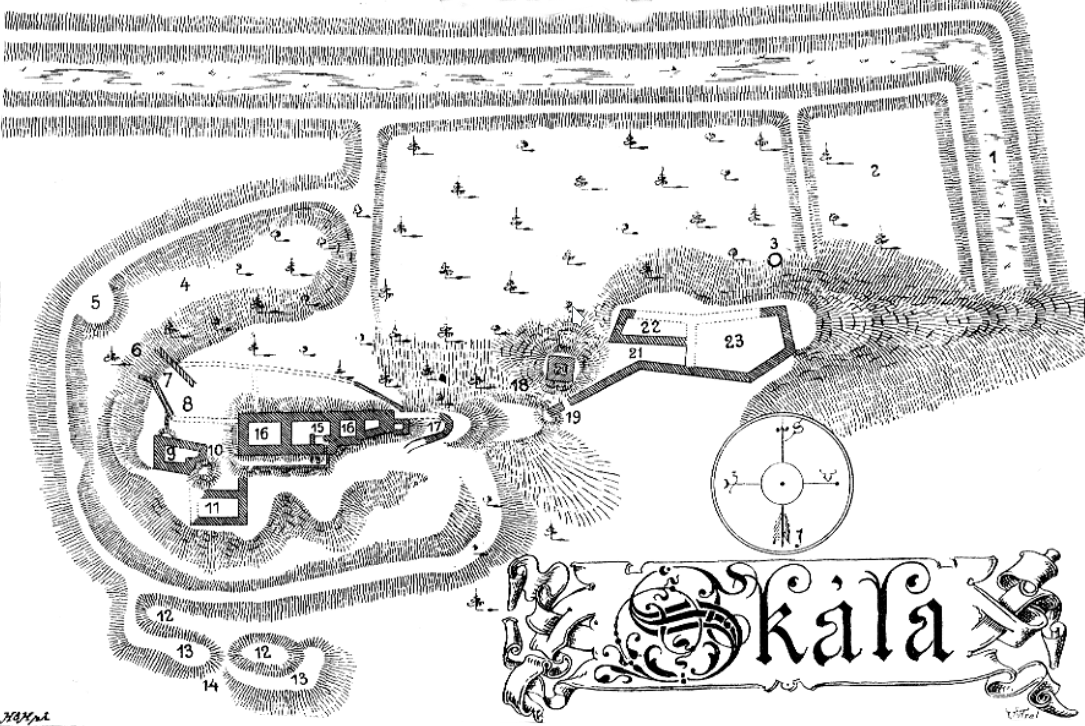
Půdorys hradu od Vojtěcha Krále z Dobré Vody publikovaný roku 1893

Páni ze Skály využívali na přelomu čtrnáctého a patnáctého století svůj hrad jako základnu pro bojové a lapkovské družiny. Na straně Zikmunda Lucemburského se také postavili proti králi Václavovi IV., a hrad proto opakovaně dobývalo královské vojsko. K prvnímu obležení došlo v roce 1399. Při něm je poprvé doloženo použití palné zbraně (tzv. „veliké pušky“) v Čechách. Při tomto obléhání zahynul Půta starší ze Skály, ale zda byl hrad dobyt, nevíme. K druhému obléhání došlo roku 1402 za Břeňka Švihovského ze Skály. Královskému vojsku velel Petr starší Zmrzlík ze Svojšína, ale zda se mu podařilo hrad dobýt opět nevíme. Po Břeňkově smrti hrad převzal jeho syn Půta. Také on patřil k odpůrcům Václava IV., ale roku 1413 ho v Praze zavraždil Jan Městecký z Opočna. Ke Skále vzápětí přitáhlo královské vojsko s nejvyšším podkomořím Hájkem z Hodětína v čele a hrad znovu oblehlo. Hradní posádka vedená purkrabím Přibíkem z Tukleb se úspěšně bránila od června do října. Opět však není známo, zda byl hrad dobyt. Podle kronikářského záznamu z roku 1418 o úspěších krále Václava IV. však byla Skála nejméně jednou, pravděpodobně roku 1413, dobyta. O třetím obléhání se zmínil i husitský radikální kazatel Jakoubek ze Stříbra. Hájek z Hodětína během něj sepsal vojenský řád, který byl předčítán vojsku. Další zpráva z roku 1413 připomíná kaplana Mikuláše, a dokládá tak existenci hradní kaple.

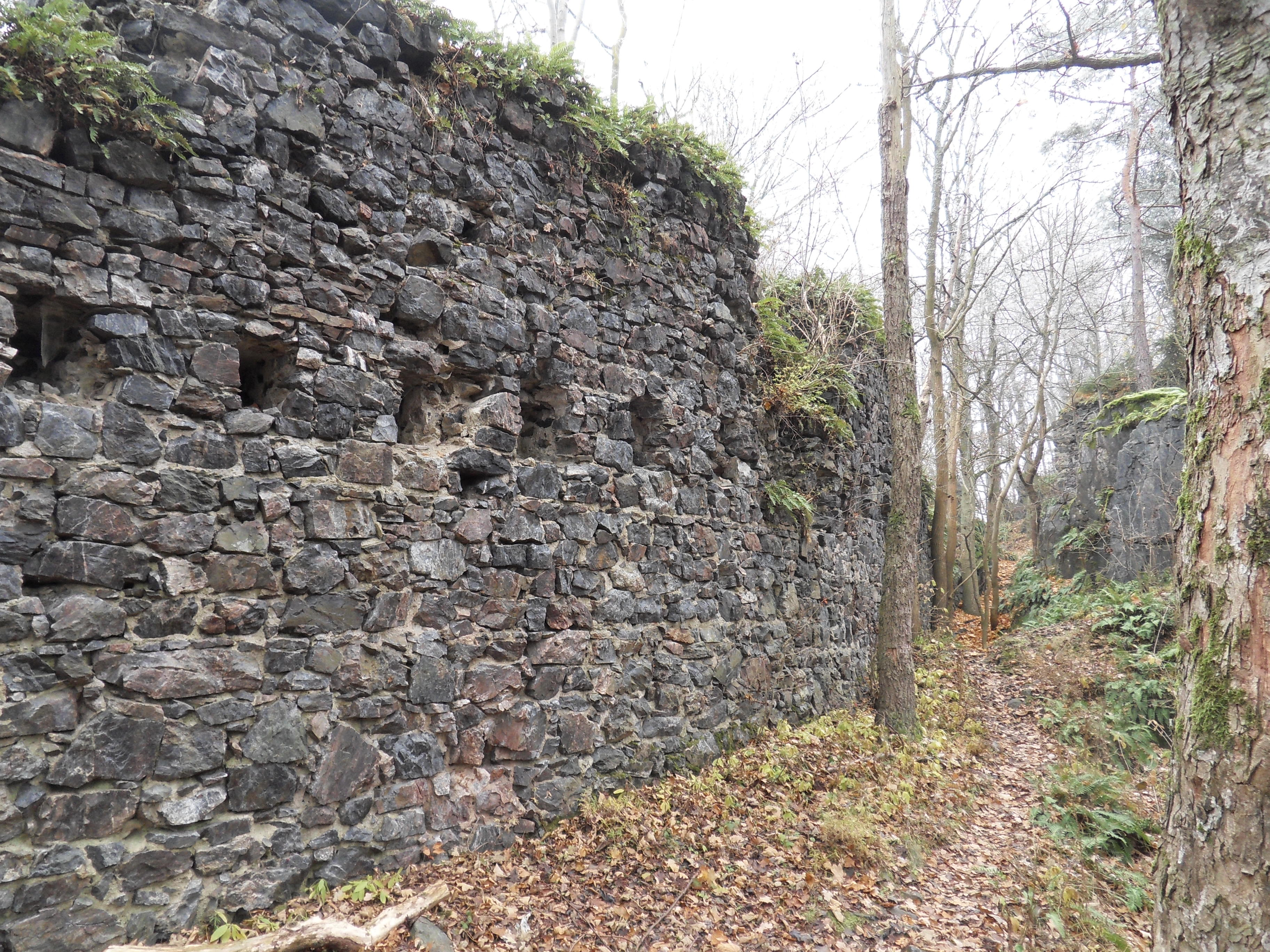
Zeď s otvory po trámech

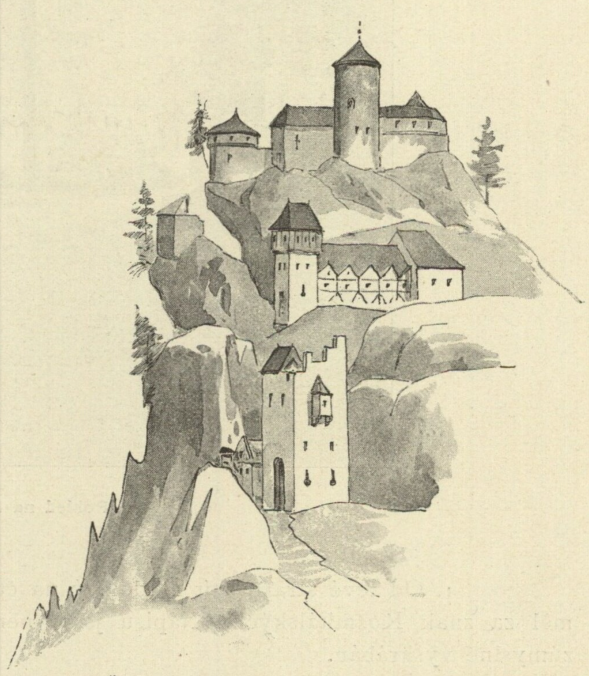
Středověká podoba hradu

Po Půtově smrti připadlo panství Skály jeho bratrům Janovi a Vilémovi z Rýzmberka. Oba měli svá sídla jinde. Jan sídlil na Rabí a Vilém na Švihově. Oba byli katolíky a během husitských válek podporovali krále Zikmunda. Roku 1425 husité dobyli Švihov, a Vilém musel přesídlit na Skálu, která mu patřila ještě roku 1427. Později o ni pravděpodobně přišel a roku 1432 se psal Jako Vilém Měčínský podle měčínské tvrze. Své statky získali bratři zpět až po porážce husitských polních vojsk v bitvě u Lipan roku 1434. Skála sice formálně připadla Janovi, ve skutečnosti však byla obsazena neznámo kým a její posádka loupila v okolí. V dubnu roku 1441 proto hrad oblehlo vojsko vedené hejtmanem plzeňského kraje Hynkem Krušinou ze Švamberka a hejtmanem měst pražských Hanušem z Kolovrat, kteří Skálu dobyli, její posádku oběsili a samotný hrad vypálili. Páni z Rýzmberka poté hrad opravili a přenechali jej Vilémovi mladšímu z Rýzmberka, který byl jedním ze čtyř Janových synů.
Vilém z Rýzmberka zemřel mezi lety 1461 a 1463. Zanechal po sobě nezletilého syna Půtu, jehož poručníkem se stal Vilém mladší. Král Vladislav Jagellonský Vilémovi mladšímu roku 1474 povolil, aby všechna práva přenesl na svého bratrance Půtu. O pět let později se Půta stal zemským sudím. Postupně rozšiřoval svůj majetek a časem se zařadil mezi nejbohatší šlechtice v zemi. Skálu však nejspíše nepotřeboval. Zemřel roku 1504 a jeho synové se o rok později rozdělili o majetek. Bratři Jindřich a Václav Švihovští z Rýzmberka dostali každý kromě jiného majetku polovinu hradu Skály, která v té době byla údajně ještě obyvatelná. Když Jindřich Švihovský před rokem 1551 sepsal dějiny svého roku, Skálu neuvedl, protože již byla pravděpodobně pustá. Roku 1548 navíc musel švihovské panství i se Skálou prodat Heraltu Kavkovi Říčanskému z Říčan. Zániku hradu nasvědčuje také skutečnost, že přestupky poddaných se v té době neřešily na Skále ale na Švihově. Jako pustý je hrad zmíněn roku 1568, když ho Heralt prodával s dalším majetkem Šebestiánovi z Říčan a na Přestavlcích.
Během dalších desetiletí Skála pustla, ale v polovině sedmnáctého století byla ještě v dostatečně dobrém stavu, aby ji generál F. Pieoroni nechal roku 1658 na pokyn císaře Leopolda I. zbořit, aby zříceninu nemohli využívat jako opěrný bod nepřátelé nebo lupiči.

## Stavební podoba

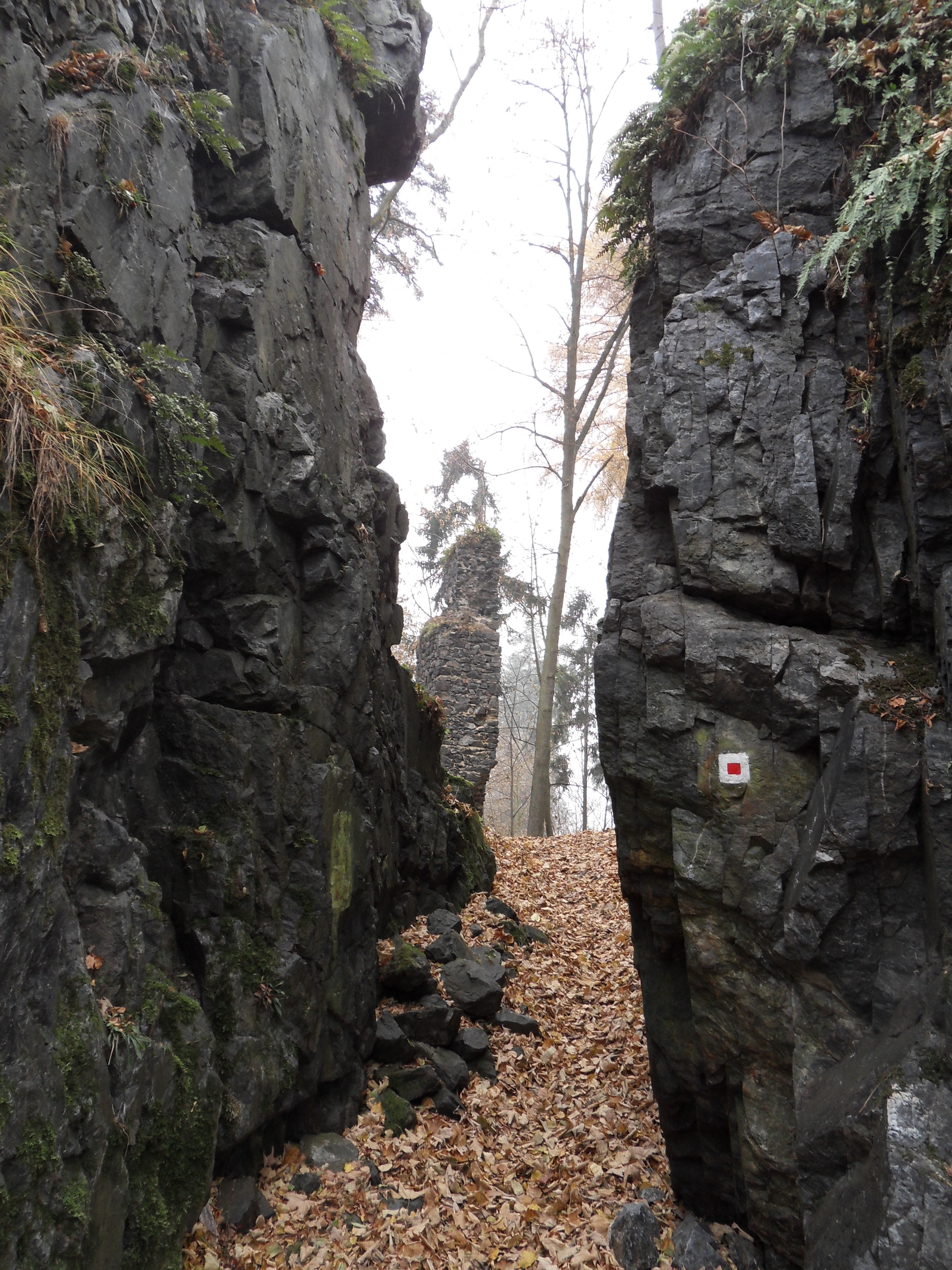
Průchod mezi skalami v horním hradu

Hradní areál má rozměry 200 × 400 metrů. V severovýchodní části se nachází soustava příkopů a valů nejasného stáří a původu. Milan Novobilský a Petr Rožmberský je považují za předhradí s hospodářským zázemím a případným prostorem pro utáboření vojska. V západní části areálu se nachází výše položený tzv. horní hrad, v severovýchodní části tzv. dolní hrad.

### Horní hrad
Horní hrad byl přístupný po mostě přes příkop, za kterým stála věžová brána. Za ní začínalo schodiště nebo strmá rampa, která mezi zdmi vedla na nádvoří. Jedna ze zdí se dochovala do výšky ochozu. Od brány směrem k severovýchodu vybíhala hradba, která se připojovala ke konci skály horního hradu. Dochovala se jen částečně v místech napojení na skálu. Hradba ohrazovala hospodářský prostor (označovaný také jako parkán), který mohl být využit k ustájení koní.
Z malého nádvoří vede skalní průrva k budově označované jako zadní brána. S jejím případným využitím jako brány jsou v rozporu velké rozměry budovy a zdvojený příkop, nad kterým stojí. Budova mohla souviset s výstavou nového opevnění v některé z pozdějších stavebních fází. Na západní straně jádra stojí budova přístupná původně po rampě doložené otvory po trámech v nádvorní zdi. Z ní vedl vstup na ochoz hradby k bráně a jiný vchod směřoval k můstku přes skalní průrvu směrem k palácovému jádru. Můstek nevedl přímo do paláce, ale do úzkého parkánu na jeho jižní straně. Vchod do jádra se nacházel až v jihovýchodní části budovy a vedl do suterénu. Předchůdcem parkánu byla nejspíše jen dřevěná pavlač, ale obě varianty měly střechu doloženou ústupkem zdi paláce a kapsami po trámech. Suterénní prostor chránila malá brána uzavíratelná závorou. Odsud cesta vedla po schodišti na malý dvorek mezi dvěma paláci.
Podle Tomáše Durdíka horní hrad představuje typickou ukázku dvoupalácové dispozice. Podle Milana Novobilského je však nádvorní místnost severovýchodního paláce pozůstatkem věže, čemuž ale neodpovídají dochované zbytky zdiva. Milan Novobilský svůj závěr vyvozuje z fresky dochované ve švihovské hradní kapli. Na ní je vyobrazen hrad, tradičně považovaný za Rýzmberk, ale podle Milana Novobilského je na fresce rozhodně Skalka.

### Dolní hrad

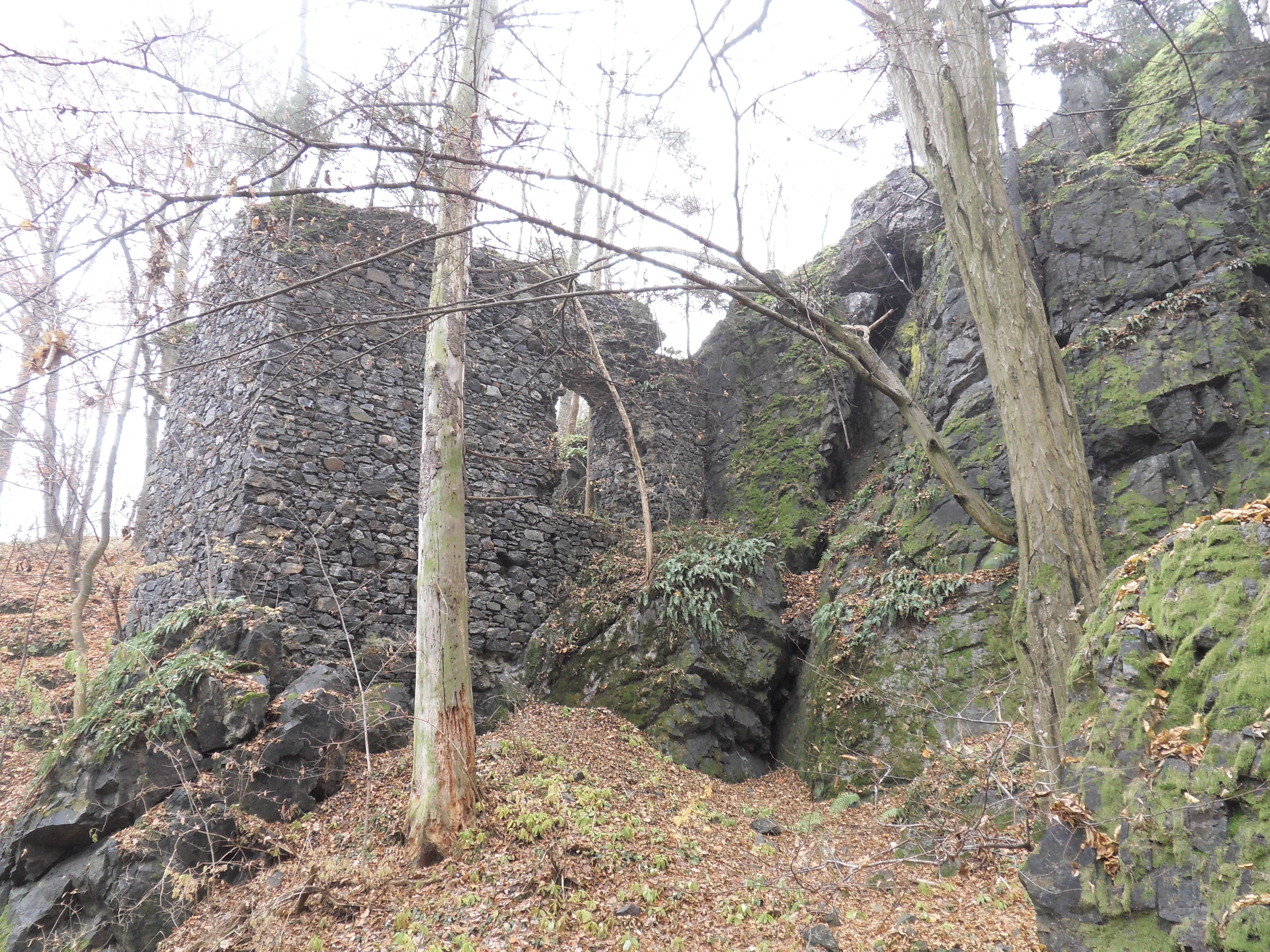
Předpokládaná brána z mladší stavební fáze dolního hradu

Dolní hrad typologicky patří ke hradům donjonového typu. V čele stávala zlomkovitě dochovaná čtverhranná věž. Mohla být obytná i obranná. Mezi věží a obvodovou hradbou vedl úzký vstup do jádra, jehož špatná obranyschopnost je jedním z dokladů, že Skála nebyla dvojhradem. Za věží stával palác, ke kterému na severní straně přiléhalo obdélníkové nároží. V západní hradbě nádvoří se nachází otvor, který mohl být podle odlišných kamenů a způsobů zdiva mladší vstupní branou, ke které se přicházelo po schodišti z předhradí. Severovýchodní část dolního hradu zakončuje polygonálně vedená hradba, která chrání prostor označený Augustem Sedláčkem za nádvoří, kde mohly stát hospodářské budovy, ale podle švihovské malby zde stála další budova. V hradbě se dochovaly pozůstatky dvou branek. Jednou bylo možné sestoupit k cestě do Radkovic, zatímco druhá vedla na opyš ostrožny a k malému zemnímu opevnění pod východním nárožím. První branku uzavírala dvířka se třemi závorami. Z druhé se dochoval jen zbytek špalety a část kapsy pro závoru.